# Kylie Jenner
Kylie Kristen Jenner (n. 10 august 1997, Los Angeles, California, SUA) este o personalitate de televiziune americană, femeie de afaceri, antreprenoare, model și personalitate social media. Ea este cunoscută pentru apariția în reality-show-ul „Keeping Up With The Kardashians” începând din 2007 până în prezent și pentru celebrul brand de cosmetice „Kylie Cosmetics”.

## Educație
Jenner a urmat școala Sierra Canyon, unde a fost membră a echipei de majorete. Din 2012, a fost înscrisă într-un program de educație la domiciliu din care a absolvit cu o diplomă de liceu de la școala Laurel Springs din Ojai, California.

## Cariera
În 2007, împreună cu părinții ei și cu surorile Kourtney, Kim, Khloe, Kendall și fratele ei Rob, au creat emisiunea „Keeping Up With The Kardashians” care le-a adus acestora un mare succes, făcându-i cea mai cunoscută familie din Statele Unite. 
Pe lângă emisiunea pe care o are cu familia ei, Jenner a participat și în alte emisiuni cum ar fi „Kourtney and Kim Take Miami”, „Khloé & Lamar”, „Kourtney and Kim Take New York”, and „Kourtney and Khloé Take The Hamptons” etc.

## Viața personală
Jenner și rapperul Travis Scott au împreună o fiică, Stormi Webster, născută în februarie 2018. Jenner, anterior, a fost într-o relație cu rapperul Tyga între 2014 și 2017. Kylie a ținut mereu un cerc strâns de prieteni, care, de altfel o include și pe Jordyn Woods, înainte ca Tristan Thompson (partenerul lui Khloe Kardashian la timpul acela) să o înșele pe Khloe cu Woods. În luna mai 2019, Jordyn Woods a părăsit casa lui Kylie, după incidentul cu Tristan Thompson.

În martie 2019, Forbes a inclus-o pe Kylie Jenner pe lista bilionarilor. Apare cariera ei TV care a început cu Keeping Up With The Kardashians, averea lui Jenner vine și de la compania ei de machiaje, Kylie Cosmetics, în valoare de $800 milioane.

Tatăl ei, înainte numit Bruce Jenner, a devenit femeie în urma unei operații de schimbare de sex iar de atunci se numește Caitlyn Jenner.

## Filmografie
Seriale
- 2007 - prezent

Keeping up with the Kardashian - 158 de episoade
- 2010 -2013

Kourtney and Khloe Take Miami - 2 episoade
- 2014 -prezent

Kourtney and Khloe Take Hamptons - 1 episod
- 2014 -

Deal with it - 1 episod

2014 -
Ridiculousness - 1 episod

2015 - 2016 
I Am Cait - 3 episoade

2015 -
Kingin' with Tyga - 1 episod

2
Life Of Kylie - MAIN CAST
Filme
2018 - Ocean's 8
Apariți în videoclipuri muzicale
```
2013 - "FIND THAT GIRL" - Boy Band Project - love interest
```

```
2014 - "RECOGNIZE" - PARTYNEXTDOOR featuring Drake - herself
```

```
2014 - "BLUE OCEAN" - Jaden Smith - herself
```

```
2015 - "STIMULATED" - Tyga - love interest
```

```
2015 - "DOPE'D UP" - Tyga - love interest
```

```
2015 - "IM YOURS" - Justine Skye featuring Vic Mensa - karaoke singer
```

```
2016 - "COME AND SEE ME" - PARTYNEXTDOOR - love interest
```

```
2018 "STOP TRYING TO BE GOD" - Travis Scott - golden angel
```

## Legături externe
- Site web oficial
- Kylie Jenner la Internet Movie Database